# Rhyothemis plutonia
Rhyothemis plutonia är en trollsländeart som beskrevs av Selys 1883. Rhyothemis plutonia ingår i släktet Rhyothemis och familjen segeltrollsländor. IUCN kategoriserar arten globalt som livskraftig. Inga underarter finns listade i Catalogue of Life.